# Jean-Pierre de Glutz
Jean-Pierre Marie de Glutz-Ruchti (* 27. Dezember 1946 in Genf) ist ein Schweizer Banker.

## Leben
Jean-Pierre de Glutz studierte Rechtswissenschaften (lic.iur.) und war bei der Chase Manhattan Bank und der Credit Suisse für internationale Aktivitäten im Private Banking und Asset Management tätig. Nach langjährigen Führungspositionen für die Commerzbank wechselte er 2010 zur Vontobel Holding AG und übernahm die Leitung der Genfer Niederlassung. Seit 2011 ist er Mitglied des Verwaltungsrates der Banque Bauer (Suisse) SA.

### Ritterorden vom Heiligen Grab zu Jerusalem
Jean-Pierre de Glutz wurde 2010 durch den Kardinal-Grossmeister John Patrick Kardinal Foley zum Statthalter der Schweizer Statthalterei des Ritterordens vom Heiligen Grab zu Jerusalem ernannt. Nach zwei Amtszeiten wurde Jean-Pierre de Glutz-Ruchti am 12. Mai 2018 in Luzern von Kardinal-Grossmeister Edwin Frederick Kardinal O’Brien entpflichtet und zum Ehrenstatthalter ernannt. Seine Nachfolge trat Donata Maria Krethlow-Benziger an.
Auf der "Consulta 2018" im Vatikan, der Generalversammlung des Päpstlichen Laienordens, wurde er zum Vize-Generalgouverneur für den Amtsbereich Europa gewählt. Er trat zum 1. Januar 2019 die Nachfolge von Giorgio Moroni Stampa an.